# Авіаційний парад на аеродромі Чайка у 1997 році
Авіаційний парад на аеродромі Чайка — масштабне авіаційне шоу приурочене до дня проголошення Незалежності України яке пройшло 24 серпня 1997 року.

## Перебіг
У параді на аеродромі Чайка взяли участь 25 типів літальних апаратів.
На парад усі літаки піднімались із різних аеродромів по всій країні, над Прилуками відбувалася зустріч Ту-160, який там базувався, із миргородськими Су-27 та Ту-22М3, що злітали з Полтави. Групи збиралися в стрій також над Прилуками, і вже далі за маршрутом до них прилаштовувалися МіГ-29 з Василькова.
Авіаційний парад був відкритий 4-ма Мі-8 з державними прапорами. У авіаційному параді брали участь: 5 L-39, 5 МіГ-23 зі складу 894-й винищувальний авіаційний полк ППО, 5 МіГ-29 з 40-ї бригади, 5 Су-27 з 831 бригади, 5 Су-25, 5 Су-17М4 з номерами 01, 02, 63, 61, 52 зі складу 827 ОРАП, 3 Су-24 зі складу 44 БАП, Іл-76МД зі складу 409 полку у супроводі 3-х Су-24, 3 Ту-22М3 зі складу 184 ВБАП і екіпажами 185 ВБАП  у супроводі 4-х МіГ-29 та Ту-160 зі складу 184 ВБАП з командиром екіпажу підполковником М.М.Бабич у супроводі 4-х Су-27.
Військові льотчики Микола Коваль на Су-27 та Олександр Головань на МіГ-29 виконали фігури вищого пілотажу. Герой України Юрій Тішков виконав пілотаж на гелікоптері Ка-27.
Під час параду відбувся перший і останній показ пілотажної групи "Українські Козаки".
На параді були присутні Президент України Леонід Данилович Кучма, Міністр Оборони Кузьмук Олександр Іванович.
Керівником польотів був генерал-майор Володимир Алексєєв, заступник начальника бойової підготовки ВПС України.

## Відео
- Авіаційний парад на честь Дня незалежності України. 24 серпня 1997 [Архівовано 3 березня 2022 у Wayback Machine.]